# Mobitex
Mobitex – sieć publicznego dostępu do bezprzewodowej sieci pakietowej transmisji danych opartej na otwartym standardzie OSI.

## Historia
Mobitex opiera się otwartym standardzie, krajowego publicznego dostępu bezprzewodowego pakietowych danych. System kładzie duży nacisk na bezpieczeństwo i niezawodność jego użytkowania przez wojsko, policję, straż i pogotowie ratunkowe. Został opracowany na początku lat 1980. na mocy szwedzkiego Televerket Radio. Od roku 1988 nastąpił rozwój systemu w Eritel jako wspólne przedsięwzięcie firm Ericsson oraz Televerket, później jako Ericsson. Mobitex zaczął funkcjonować w Szwecji w 1986 roku.
System oferowany jest na ponad 30 sieci na pięciu kontynentach. W Kanadzie został po raz pierwszy wprowadzony w 1990 r. przez Rogersa Cantel. Jest wykorzystywany głównie w USA i Kanadzie. System funkcjonuje w USA po kilkoma nazwami Wireless Data, Cingular Interactive, Cingular Wireless, Velocita Wireless oraz Rogers Wireless w Kanadzie. Europejski Mobitex nie odniósł sukcesu z powodu konkurencji systemu TETRA który umożliwia transmisję mowy jak i danych.
System w Wielkiej Brytanii został wprowadzony do obrotu przez RAM Mobile Data, która stała się częścią Transcomm a następnie został zakupiony przez (British Telecom) w 2001 roku. System jest wykorzystywany W Wielkiej Brytanii w ramach odzyskiwania pojazdów.
W połowie lat 1990 Mobitex zyskał popularność konsumentów poprzez zapewnienie dwukierunkowego systemu usług sieciowych. Była to pierwsza sieć bezprzewodowa, która zapewnienia bezprzewodowy push e-mail, usługę Inter@ctive Paging.

## Architektura systemu
Mobitex posiada architekturę komórkową z ponownym wykorzystaniem częstotliwości radiowych. Umożliwia także możliwość zapamiętania wiadomości w celu ich późniejszego przekazania. W systemie Mobitex kanały mają szerokość 12,5 kHz. Stosuje się przeplot blokowy oraz detekcję błędów z wykorzystaniem 16-bitowego bloku CRC oraz procedury ARQ jak i również redukcja kodu (Hamminga). System może pracować w pasmach: 80, 160, 450, oraz 900 MHz. W Ameryce Północnej Mobitex działa tam na częstotliwości 900 MHz (pasmo 935-940 MHz od użytkownika oraz 896-901 do użytkownika), podczas gdy w Europie wykorzystywane jest pasmo 400-450 MHz. Jako system modulacji wykorzystywany jest GMSK z parametrem BT=0,3. Teoretyczna szybkość wynosi 8000 bit / s, choć rzeczywista przepustowość wynosi około 4000 bis/s. W latach dziewięćdziesiątych zrezygnowano z transmisji mowy.
Architektura systemu posiada strukturę hierarchiczną, która może obejmować do 6 poziomów węzłów sieciowych. Na najniższym poziomie znajduje się stacja bazowa. Na wyższych poziomach są zaś lokalne i regionalne centrale. Komórki które pokrywa dana centrala tworzą podsieć. Każda podsieć używa 10-30 par częstotliwości radiowych natomiast stacje bazowe wykorzystują od 1 do 4 par częstotliwości.
W sieci Mobitex każdy terminal posiada własny abonament. Za pomocą sieci możliwa jest komunikacja terminali ruchomych i stałych przy pomocy głównego komputera. Subskrypcja osobista polega na używaniu własnego hasła oraz osobistego numeru dostępu. Dzięki wyżej wymienionemu rozwiązaniu abonament nie jest przypisany do terminala. Możliwy jest również abonament grupowy służący do odbioru wiadomości grupowych.
Stacje bazowe podłączone są za pomocą linii telefonicznej z użyciem protokołu transmisji pakietowej X.25 lub HDLC. W podobny sposób podłączone są centrale lokalne z centralami regionalnymi. Na wierzchołku hierarchii systemu MOBITEX umieszczona jest główna centrala, która podłączona jest do innych central regionalnych, jak i również do centrum sterowania siecią.
Mobitex z założenia został stworzony aby połączenie abonentów sieci wykonywane było na możliwie niskim poziomie co umożliwia ograniczenie ruchu sieciowego jak i ruchu sieciowego.
System wymiany informacji jest przystosowany do warstw systemu OSI. System sieci Mobitex działa na poziomie 3 warstw modelu OSI. W warstwie sieciowej wysyłane są pakiety o sprecyzowanej strukturze. W tej warstwie istnieje transmisja danych wynikająca z transferu informacji między użytkownikami lub wynikające z uaktualnienia informacji, zasobów sieciowych. Protokół sieci Mobitex to MPAK (Mobitex PacKet).

## Protokół systemu Mobitex PacKet
MPAK składa się z 3 pól:

Informacje zawarte w polu o długości 8 bajtów w którym zawarty jest numer abonenta nadającego i odbierającego oraz szereg informacji dotyczących rodzaju pakietu, typ wybranego abonamentu. Istnieje również drugie opcjonalne pole w przypadku wysyłania pakietów do większej liczby odbiorców. W tym polu zawarta jest lista adresatów pakietu natomiast trzecie pole zawiera właściwe dane.
W warstwie znajdującej się na styku radiowym uzyskuje się funkcję detekcji i naprawy błędów poprzez zastosowanie metody ARQ z powtórzeniami wybranych bloków jak i również ustalanie priorytetów oraz procedury rejestracji w nowych obszarach sieci. Protokół umożliwiający komunikację terminala ruchomego oraz modemu radiowego to MASC (MOBITEX ASynchronous Communication).
Warstwa łącza systemu umożliwia łączność w tym systemie poprzez wybór właściwej stacji bazowej oraz opcjonalną retransmisję bloków które zostały zagubione oraz właściwy podział zasobów pomiędzy abonentami.
Ramka w tej warstwie składa się z bloków które dzielimy na stałe oraz występujące w zależności od długości danych klienta. Adresem terminala ruchomego, który wysłał ramkę określamy terminem MOB MAN (Mobile Mobitex Adress Number). Pozostałe elementy bloku zawierają szczegółowe informacje dotyczące ramki np. liczbę ważnych bajtów w ostatnim bloku, liczbę bloków w ramce. Dostęp do kanału realizowany jest przy pomocy protokołu ALOHA – stacja bazowa stara się wysłać dane w powtarzających się okresach czasowych.
Głównymi zadaniami warstwy fizycznej systemu MOBITEX zalicza się synchronizację bitową oraz ramkową, synchronizację szczelinową (następuje wysłanie ramki free frame w której zawarte są informacje dotyczące liczby szczelin, długości szczelin w których odbywa się transmisja pakietów przez stacje ruchome. Wysłanie pakietów danych polega na detekcji ramki a następnie losowym wyborze szczeliny w której następuje wysyłanie danych).
Celem warstwy fizycznej jest ochrona informacji binarnej przed błędami. W systemie Mobitex stosuje się zabezpieczenie przed błędami w postaci skróconego kodu Hamminga w którym do każdego pojedynczego bajta dołącza się 4 bity parzystości. W systemie zazwyczaj stosowany jest twardodecyzyjny który umożliwia korekcje pojedynczego błędy w danym bloku. W celu uniknięcia błędów w kanale korzysta się z przeplotu blokowego o głębokości 20 słów 12-bitowych. Uzyskane bity zamieniane są na postać bipolarnych symboli NRZ o szybkości 8 kb/s. Następuje filtracja w filtrze dolnoprzepustowym o przebiegu gaussowskim oraz wyjściu z filtra stanowiącym sygnał modulacyjny modulatora FM. Wyżej podana metoda umożliwia uzyskanie sygnału GMSK.